# Inveraray Castle

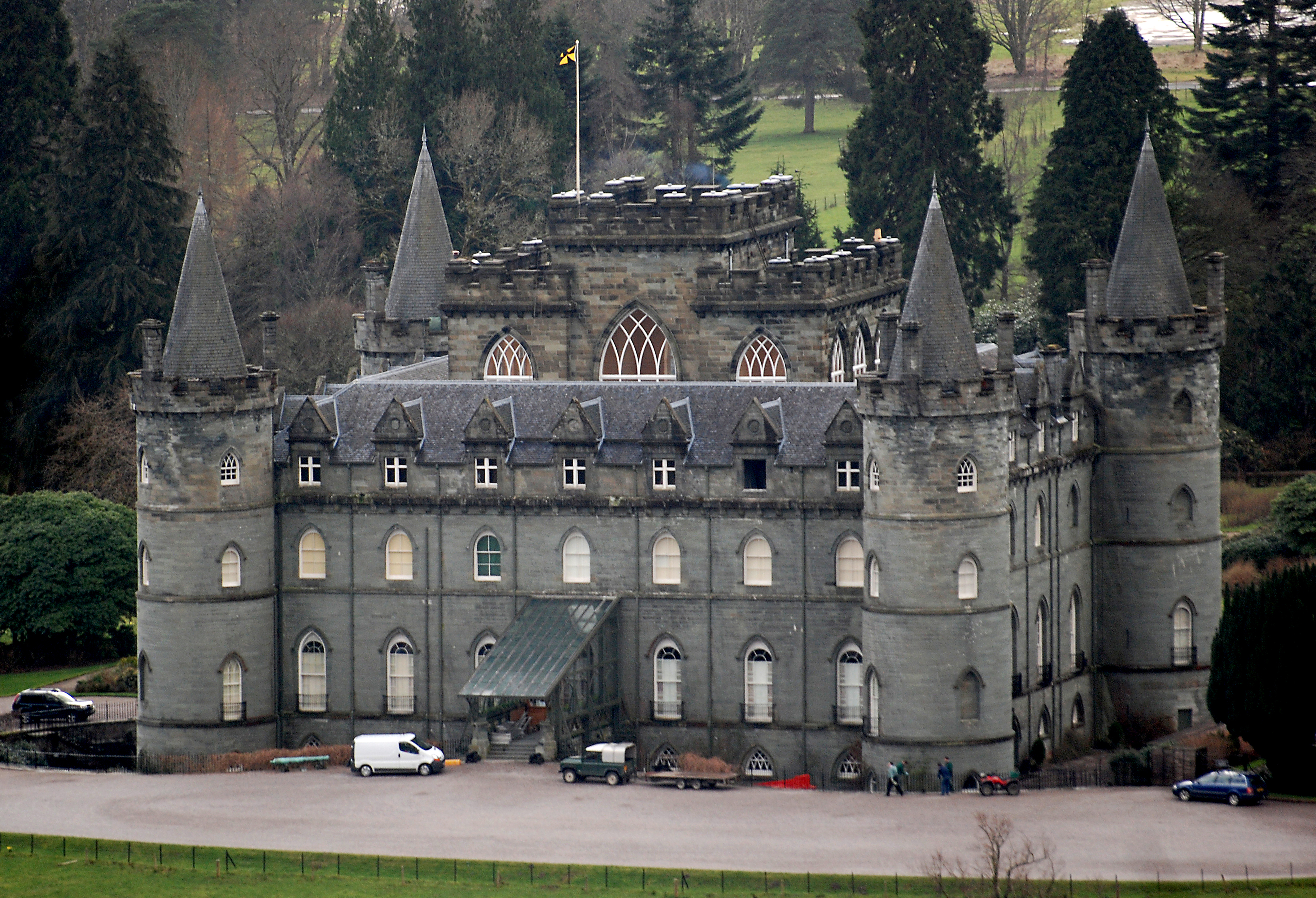
Slottet

Inveraray Castle är ett slott i Inveraray i västra Skottland. Slottet byggdes i fransk châteaustil under 1740-talet efter ritningar av William och John Adams, som ersättning för en tidigare fästning. Orten Inveraray är till större delen planerad och uppbyggd kring slottet och dess verksamhet. Slottet är än idag hem för hertigen av Argyll och hans familj. Byggnaden har välbevarade interiörer från 1700-talet, och är fullt av vapen, porträtt och konstföremål. 
Inveraray Castle har varit skadat av brand två gånger, en gång år 1877 och igen 1975. Flera konstskatter gick förlorade i bränderna. Slottet har nyligen renoverats både invändigt och utvändigt och är öppet för visning för allmänheten.
Slottets exteriör förekom i tv-serien Downton Abbey under namnet "Duneagle". 
- Wikimedia Commons har media som rör Inveraray Castle.